# Universitätsbibliothek Klagenfurt
Die Universitätsbibliothek Klagenfurt ist die zentrale Universitätsbibliothek der Alpen-Adria-Universität Klagenfurt und mit einem Bestand von mehr als einer Mio. gedruckten Büchern und einem Sonderbestand von 30.000 alten Drucken, 700 Frühdrucken, 271 Inkunabeln, 374 Papier-Handschriften und 66 Pergament-Handschriften sowie einem umfangreichen Angebot an elektronischen Ressourcen die größte Bibliothek in Kärnten. Neben ihrer Funktion als wissenschaftliche Serviceeinrichtung der Universität ist sie auch eine öffentliche Bibliothek und erfüllt darüber hinaus gemäß der österreichischen Pflichtablieferungsverordnung und dem österreichischen Mediengesetz den Auftrag zur Sammlung und Wahrung der in Kärnten erscheinenden Publikationen.

## Geschichte
Die Anfänge der Universitätsbibliothek Klagenfurt gehen auf das  im Jahr 1552 in Klagenfurt gegründete Collegium sapientiae et pietatis zurück, eine ständische Bibliothek, die evangelischen Prädikanten Unterrichtsmaterial bot. Bevor das Collegium im Rahmen der Gegenreformation im Jahr 1601 geschlossen wurde, legte Hieronymus Megiser (1593–1601) als letzte Rektor der Schule eine erste Bibliotheksordnung samt Bibliotheksindex an. Von 1601 bis 1775 führten Jesuiten das neu benannte Collegium Societas Jesu und erweiterten während dieser Zeit den vor allem kirchlichen und juristischen Bibliotheksbestand beträchtlich. Nach dem Jahr 1775 wurde die Bibliothek in eine öffentliche Institution umgewandelt und nannte sich später K.K. Studienbibliothek.
Infolge der Säkularisation wurden Ende des 18. Jahrhunderts die Bestände zahlreicher Klosterbibliotheken in die Klagenfurter Studienbibliothek integriert; Im Jahr 1806 kam die Goëss-Bibliothek, eine typische Adelsbibliothek hinzu – als letzte substanzielle Erweiterung bis ins Jahr 1945. Erst im Jahr 1971, infolge der Hochschulgründung, wurde die Studienbibliothek zu einer Hochschulbibliothek. Ein besonderer Meilenstein in der Geschichte der Bibliothek ist die Schenkung der „Buttinger-Bibliothek“. Joseph Buttinger vermachte 1971 seine Privatsammlung der damals erst geplanten Universität in Klagenfurt, denn ihn verband viel mit Kärnten, seiner ehemaligen Wahlheimat. Zu den rund 44.000 Bänden, die Joseph Buttinger der Bibliothek vermachte, zählen soziologische, politische, geisteswissenschaftliche, philosophische Werke, aber auch Bände aus den Bereichen Rechtswissenschaften, Religion, Literatur- und Musikgeschichte u. a. Im Jahr 1972 wurde die Bibliothek zur Universitätsbibliothek der Universität für Bildungswissenschaften und im Jahr 1993 schließlich zur Universitätsbibliothek der Universität Klagenfurt (seit dem Jahr 2004 Alpen-Adria-Universität Klagenfurt). Durch den erweiterten Aufgabenbereich der Bibliothek wuchsen auch deren Mittel und Bestände ab diesem Zeitpunkt beträchtlich. Ein Sammelschwerpunkt der Universitätsbibliothek sind die sogenannten Carinthiaca: Das sind Werke aus, von und über Kärnten bzw. Personen aus Kärnten.

## Sonderaufstellungen
Die besonders wertvollen Sonderaufstellungen der Universitätsbibliothek Klagenfurt umfassen:
- Sondersammlungen: die Handschriftensammlung, die Druckschriftensammlung, die Goëss-Bibliothek und die Joseph-Buttinger-Sammlung (Teil davon ist die Broch-Bibliothek)
- Karl-Popper-Archiv

Das Karl-Popper-Archiv (KPA) verwaltet die 1995 aus dem Nachlass des Philosophen erworbenen Bücher, Korrespondenzen, Manuskripte und anderen Schriften und stellt diese zur wissenschaftlichen Auswertung bereit.
Mit Wirksamkeit zum 1. Oktober 2008 wurden die Rechte an den Werken und Korrespondenzen Karl Poppers durch die bisherige Nachlass-Verwaltung (The Estate of Karl Popper, Raymond und Melitta Mew, South Croydon, England) der Universität Klagenfurt / Karl-Popper-Archiv übertragen. Seither ist dem Karl-Popper-Archiv das Karl-Popper-Copyright-Büro angegliedert. Alle Anfragen betreffend Übersetzungen und Neuausgaben von Werken Karl Poppers müssen an dieses Büro gerichtet werden.
- Ingeborg-Bachmann-Bibliothek (als Leihgabe des Landes Kärnten und der Stadt Klagenfurt): die private Studien- und Arbeitsbibliothek der Kärntner Autorin Ingeborg Bachmann.

- Europäisches Dokumentationszentrum (EDZ)

Anfang 2016 konnten auf Basis eines Provenienzforschungs-Projekts 22 als NS-Raubgut identifizierte Bände an die rechtmäßigen Eigentümer, insbesondere an die Benediktiner in St. Paul und die Barmherzigen Brüder in St. Veit, restituiert werden.

## Ausstellungen
Von 2014 bis 2024 wurden im Rahmen der Veranstaltungsreihe Kostbarkeiten aus der Bibliothek regelmäßig Werke aus den Sondersammlungen präsentiert. Darüber hinaus werden laufend Sonderausstellungen (online sowie vor Ort in den Lesesälen) zu den Sonderaufstellungen sowie zu tagesaktuellen wissenschaftlichen, politischen und gesellschaftlich relevanten Themen präsentiert.